# Şəfiqə Axundova
Şəfiqə Axundova (ur. 21 stycznia 1924 w Szeki, zm. 26 lipca 2013 w Baku) – azerska kompozytorka.

## Życiorys
Urodziła się w Szeki i tam uczęszczała do szkoły podstawowej. Potem rodzina przeniosła się do Baku, gdzie ojciec znalazł pracę i tam ukończyła liceum i szkołę muzyczną. W 1956 roku rozpoczęła studia w konserwatorium w klasie Borisa Isakoviça Zeydmanına. Komponować zaczęła jeszcze podczas II wojny światowej, tworząc utwory patriotyczne. Na początku lat 70. XX wieku napisała muzykę do sztuki Galin gayasi, która powstała na podstawie opowiadania Süleymana Rəhimova. Gdy piosenka z tego spektaklu Könül təranələri zaczęła zdobywać popularność, pisarz zaproponował jej napisanie muzyki do opery na podstawie swojego utworu. Opera została wystawiona na scenie w 1974 roku. Libretto napisał azerski poeta İsgəndər Coşqun. Opera łączy muzykę klasyczną z tradycyjną azerską formą muzyczną mugam. Napisała również muzykę do operetki Ev bizim, sirr bizim z librettem Novruza Gəncəliego. Jest autorką około 600 piosenek.
W latach 1956–1982 była wykładowcą na Azərbaycan Dövlət Mədəniyyət və İncəsənət Universiteti (Uniwersytecie Kultury i Sztuki).
Jej synem był znany pianista Taleh Hacıyev.

## Twórczość (wybór)
- 1943: Adil və Sərvinaz Muzyka do sztuki Əyyuba Abbasova[1]
- 1958: Vicdan Muzyka do sztuki Bəxtiyara Vahabzadə[1]
- 1965: Ev bizim, Sirr bizim[1]
- 1972: opera Galin gayasi[2]

## Nagrody i odznaczenia
- 1998: tytuł Artysty Ludowego Azerbejdżanu
- 2004: Şöhrət ordeni. Order otrzymała z okazji 80. urodzin[2]